# Pinus spuria
Pinus spuria là một loài thực vật hạt trần trong họ Pinaceae. Loài này được Domin mô tả khoa học đầu tiên năm 1928.